# Cachita Galán
Leticia Noemí De León (tên diễn viên, Cachita Galán; Buenos Aires, 29 tháng 3 năm 1943 - Parque Patricios, 2 tháng 12 năm 2004) là một ca sĩ người Argentina. bà được biết đến với những màn trình diễn của bà tại Club del Clan, và trong bộ phim El Club del clan năm 1964.

## Năm đầu và giáo dục
Galan đã học múa cổ điển từ khi còn nhỏ và thực hiện một sự nghiệp như một vũ công trong thời thơ ấu của mình. bà cũng thích thể thao, đặc biệt là bơi lội. Đến tám tuổi, bà đã hát những bài hát tiếng Tây Ban Nha. Bà biểu diễn tại các rạp chiếu phim dành riêng cho thể loại đó, chẳng hạn như Avenida và Tronío, với Pedrito Rico, Pablo del Río và Lolita Torres.

## Sự nghiệp
Với "Los Gavilanes of Spain", mà bà đã ra mắt ở Ecuador, cùng với tenor, Galo Cárdenas, người mà bà cũng kết hôn khi bà 19 tuổi. Họ cùng nhau biểu diễn tại La Cantina de la Guardia Nueva. Danh tiếng của bà tăng nhanh sau khi trình diễn trên chương trình truyền hình El Club del Clan, vốn nổi tiếng trong những năm 1960, cùng với những người cùng thời với Violeta Rivas, Raúl Lavié, Johny Tedesco, Nicky Jones, Chico Novarro, Palito Ortega và Lalo Fransen. Cùng với Rivas và Jolly Land, bà đã thành lập một bộ ba giọng nữ. Nhà sản xuất, Ricardo Mejía, đã đặt cho bà biệt danh là Cachita.
Đi du lịch đến Ecuador, họ đã thành công tại El Club del Clan, lưu diễn khắp đất nước, cũng như Venezuela, Colombia, Perú, México, xuất hiện tại chuỗi cửa hàng Hilton, và một địa điểm đêm khác. Khi con gái của bà được sinh ra, bà đã ngừng biểu diễn trong một vài năm. Sau đó, bà trở lại Los Gavilanes de España và cũng tham gia dàn nhạc của Casino Show, được lưu diễn ở Tây Ban Nha, biểu diễn các phần tiếng Tây Ban Nha và Brazil  Năm 1964, bà xuất hiện trong bộ phim Argentina, Club del Clan, dưới sự hướng dẫn của Enrique Carreras, với Beatriz Bonet, Fernando Siro, Pedro Quartucci, Alfredo Barbieri và Tito Climent, nơi bà hát bài hát, Soplame un beso bà cũng biểu diễn cùng Dàn nhạc Roberto Casal, bao gồm các tác phẩm, El labrador, Juancho, Cumbia litoraleña và Interesada.

## Cuộc sống cá nhân
Sau khi con gái bà, Nadia được sinh ra, bà tách ra khỏi chồng mình, và không bao giờ tái hôn. Galan qua đời vào ngày 2 tháng 12 năm 2004 ở tuổi 61, do một căn bệnh ung thư mà bà đã chiến đấu trong bốn năm. Phần còn lại của bà được hỏa táng tại Cementerio de la Chacarita.

## Biểu diễn
- Noche y día, with Lalo Fransen[5]
- Cara sucia
- Señor elefante, with Perico Gómez
- Don Juan Ramón
- Sóplame un beso
- Las Cerezas
- Alumbra, alumbra luna
- Besucona[6]

## Đóng phim
- 1964: Club del Clan

## Truyền hình
- 1961: Ritmo y juventud
- 1962:  Cantarela
- 1963: El club del clan

## Bên ngoài đường dẫn
- Cachita Galán trên IMDb